# István Ujhelyi

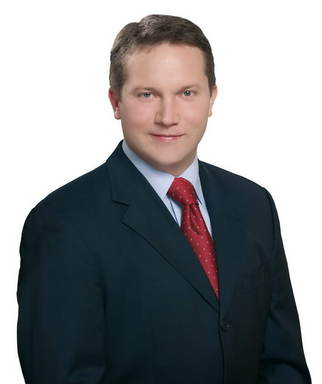
István Ujhelyi

István Ujhelyi (* 28. Februar 1975 in Berettyóújfalu) ist ein ungarischer Politiker der Ungarischen Sozialistischen Partei.

## Leben
Vom 15. Mai 2002 bis 5. Mai 2014 war Ujhelyi Abgeordneter im Ungarischen Parlament. Seit 2014 ist er Abgeordneter im Europäischen Parlament. Dort ist er Stellvertretender Vorsitzender im Ausschuss für Verkehr und Fremdenverkehr und Mitglied in der Delegation für die Beziehungen zur Volksrepublik China.